# Kanton Saint-Palais
Saint-Palais is een voormalig kanton van het Franse departement Pyrénées-Atlantiques. Het kanton maakte deel uit van het arrondissement Bayonne. Het werd opgeheven bij decreet van 25 februari 2014, met uitwerking op 22 maart 2015. Met uitzondering van Gestas zijn de gemeenten opgenomen in het nieuwe kanton Pays de Bidache, Amikuze et Ostibarre.

## Gemeenten
Het kanton Saint-Palais omvatte de volgende gemeenten:
- Aïcirits-Camou-Suhast
- Amendeuix-Oneix
- Amorots-Succos
- Arbérats-Sillègue
- Arbouet-Sussaute
- Aroue-Ithorots-Olhaïby
- Arraute-Charritte
- Béguios
- Béhasque-Lapiste
- Beyrie-sur-Joyeuse
- Domezain-Berraute
- Etcharry
- Gabat
- Garris
- Gestas
- Ilharre
- Labets-Biscay
- Larribar-Sorhapuru
- Lohitzun-Oyhercq
- Luxe-Sumberraute
- Masparraute
- Orègue
- Orsanco
- Osserain-Rivareyte
- Pagolle
- Saint-Palais (hoofdplaats)
- Uhart-Mixe